# طوق الحمامة
كتاب طَوْقُ اَلْحَمَامَة او طَوْقُ اَلْحَمَامَة وَظَلَّ اَلْغَمَامَةَ فِي اَلْأُلْفَةِ وَالْآلَافُ هو كتابٌ لابن حزم الأندلسي وصف بأنه أدق ما كتب العرب في دراسة الحب ومظاهره وأسبابه. ترجم الكتاب إلى العديد من اللغات العالمية.
واسم الكتاب كاملاً طوق الحمامة في الألفة والأُلاف. ويحتوي الكتاب على مجموعة من أخبار وأشعار وقصص المحبين، ويتناول الكتاب بالبحث والدَّرس عاطفة الحب الإنسانية على قاعدة تعتمد على شيء من التحليل النفسي من خلال الملاحظة والتجربة. فيعالج ابن حزم في أسلوب قصصي هذه العاطفة من منظور إنساني تحليلي. والكتاب يُعد عملاً فريدًا في بابه.

## سبب التأليف
كتاب طوق الحمامة في الأصل رسالة ألفها وهو مقيم بمدينة «شاطبة» وقد وضع ابن حزم هذه الرسالة نزولا عند رغبة صديق محب زاره في «شاطبة» وسأله أن يصنف له «رسالة في صفة الحب ومعانيه وأسبابه وأعراضه، وما يقع فيه وله على سبيل الحقيقة»
فلبى ابن حزم رغبة صديقه حبا به -كما يقول- متحرجا بعض التحرج من كتابة رسالة في موضوع الحب واللهو
فانصرف ابن حزم إلى تأليف الرسالة، مقتصرا فيها على ما عرفه وخبره من الوقائع والحوادث والمواقف، مبتعداً عن شطط الخيال وأوهام القُصَّاص ومتجاوزا ما زخرت به أخبار الأعراب من قصص العشاق ومآثر المحبين وآلامهم.

## أبواب الكتاب
يشمل الكتاب نصائح وفوائد كبيرة يوزعها في أبواب، فمثلا في باب من أحب من نظرة واحدة يحذر من الوقوع في الحب في الوهلة الأولى ويسرد قصة أحد أصحابه:
| طوق الحمامة | كثيراً ما يكون لصوق الحب بالقلب من نظرة واحدة. وهو ينقسم قسمين، فالقسم الواحد مخالف للذي قبل هذا، وهو أن يعشق المرء صورة لا يعلم من هي ولا يدري لها اسما ولا مستقراً، وقد عرض هذا لغير واحد. | طوق الحمامة |

| طوق الحمامة | حدثني صاحبنا أبا بكر (...) أن يوسف بن هارون الشاعر المعروف بالرمادي كان مجتازاً عند باب العطارين بقرطبة، وهذا الموضع كان مجتمع النساء، فرأى جارية أخذت بمجامع قلبه وتخلل حبها جميع أعضائه، فانصرف عن طريق الجامع وجعل يتبعها وهي ناهضة نحو القنطرة(...)، نظرت منه منفرداً عن الناس لا همة له غيرها فانصرفت إليه فقالت له: مالك تمشي ورائي؟ فأخبرها بعظيم بليته بها. فقالت له: دع عنك هذا ولا تطلب فضيحتي فلا مطمع لك في النية ولا إلى ما ترغبه سبيل فقال: إني أقنع بالنظر. فقالت: ذلك مباح لك، فقال لها: يا سيدتي: أحرة أم مملوكة؟ قالت: مملوكة. فقال لها: ما اسمك؟ قالت: خلوة. قال: ولمن أنت؟ فقالت له: علمك والله بما في السماء السابعة أقرب إليك مما سألت عنه، فدع المحال. فقال لها: يا سيدتي، وأين أراك بعد هذا؟ قالت: حيث رأيتني اليوم في مثل تلك الساعة من كل جمعة. فقالت له: إما أن تنهض أنت وإما أنا، فنهضت نحو القنطرة ولم يمكنه أتباعها، يقول: فوالله لقد لازمت باب العطارين والربض من ذلك الوقت إلى الآن فما وقعت لها على خبر ولا أدري أسماء لحستها أم أرض بلعتها، وإن في قلبي منها لأحر من الجمر. وهي خلوة التي يتغزل بها في أشعاره، ثم وقع بعد ذلك على خبرها بعد رحيله في سببها إلى سرقسطة. | طوق الحمامة |

قسم ابن حزم كتابه طوق الحمامة إلى ثلاثين باباً:
- بدأ بباب علامات الحب وقد ذكر منها إدمان النظر والإقبال بالحديث عن المحبوب والإسراع بالسير إلى المكان الذي يكون فيه المحبوب والاضطراب عند رؤية من يحب فجأة وحب الحديث عن المحبوب بالإضافة إلى الوحدة والأنس بالانفراد والسهر.

- باب ذكر من أحب في النوم وذكر فيه كثرة رؤية المحبوب في المنام.
- باب من أحب بالوصف وفيه ذكر وقوع المحبة بأوصاف معينة حتى لو لما يرى المحبوبين بعضهما فقد تقع المحبة لمجرد سماع صوت المحبوب من وراء جدار.

- باب من أحب من نظرة واحدة وفيه ذكر وقوع الحب في القلب لمجرد نظرة واحدة.
- باب من لا يحب إلا المطاولة وفيه ذكر المحب الذي لا تصح محبته إلا بعد طول كتمان وكثرة مشاهدة للمحب ويصرح المحب بحبه بعد مقابلة الطبائع التي خفيت مما يشابهها من طبائع المحبوب.
- باب من أحب صفة لم يستحسن بعدها غيرها مما يخالفها وذكر فيه أنه من أحب صفه كانت في محبوبته لم يرغب بصفة غيرها فمن أحب شقراء الشعر مثلا لا يرضى بالسوداء الشعر.

- باب التعريض بالقول وذكر فيه أن أول ما يستعمله أهل المحبة في كشف ما يجدونه إلى أحبتهم بالقول إما بإنشاد الشعر أو طرح لغز أو تسليط الكلام.

- باب الإشارة بالعين وذكر فيه إشارات المحبوب لمحبوبه بالعين فالإشارة بمؤخرة العين الواحدة تعني النهي عن الأمر وإدامة النظر دليل على التوجع والأسف وكسر نظرها دليل على الفرح والإشارة الخفية بمؤخرة العين تعني سؤال وترعيد الحدقتين من وسط العينين تعني النهي العام واعتبر ابن حزم أن العين أبلغ الحواس وأصحها دلالة وأوعاها عملا عن بقية الحواس.

- باب المراسلة وذكر فيه المراسلة بالرسائل وقد ذكر فيه صفات الرسائل بين المحبين وشعور المحب بالسرور عند تلقيه رسالة من محبوبه.

- باب السفير وذكر فيه صفات الوسيط بين المحبوبين كالكتمان والوفاء للعهد والنصح.
- باب طي السر ويذكر فيه صفات المحب حين يخفي حبه كجحود المحب إن سئل والتصنع بإظهار الصبر ويكون سبب الكتمان الحياء الغالب على الإنسان وحتى لا يشمت به الأعداء.

- باب الإذاعة وتحدث فيه عن أسباب إذاعة الحب ويكون ذلك حتى يظهر صاحب هذا الفعل في عداد المحبين ويكون ذلك بسبب غلبة الحب.
- باب الطاعة ويذكر فيه أسباب طاعة المحب لمحبوبه وفي باب المخالفة أسباب مخالفة المحب لمحبوبه مثل غلبه الشهوة.

- باب العاذل وفيه ذكر اللوم للمحبوب وأثره في النفس.
- باب المساعد من الإخوان وفيه ذكر صفات الصديق المخلص الذي يعلم بأمر المحبوبين ويكتم السر.
- باب الرقيب وفيه ذكر صفات المراقب للمحبوبين ومحاولة الرقيب إظهار سرهما والبوح بوجودهما.
- باب الواشي وقد ذكر فيه صفات الواشي الذي يريد القطع بين المتحابين والإطلاع على أسرار المحبوبين وذكر الوشاة الكاذبين وذكر الآيات القرآنية والأحاديث النبوية والأقوال والأشعار التي تنهى عن الكذب.

- باب الوصل وفيه ذكر وصل المحبوب والمواعيد بين المحبوبين وانتظار الوعد من المحب.
- باب الهجر وذكر فيه هجر المحبوب لمحبوبه عندما يكون هناك رقيب حاضر وقد يكون من اجل التذلل وقد يكون من أجل إبعاد الملل أو بسبب العتاب لذنب يقع من المحب.

- باب الوفاء وفيه ذكر وفاء المحب لمحبوبه وذكر صفات الوفاء بين المحبوبين.
- باب الغدر.
- باب البين وهو افتراق المحبوبين عن بعضهما وذكر صفات مفارقة المحبوبين لبعضهما.
- باب القنوع وذكر فيه قناعة المحب بما يجد إذا حرم الوصل بين المتحابين وذلك من خلال الزيارة بين المتحابين من خلال النظر والحديث الظاهر.
- باب الضني وقد ذكر فيه معاناة المحب بعد فراق محبوبه وعلامات الضعف التي تصيب المحب بعد الفراق.
- باب السلو وقد ذكر فيه اليأس الذي يدخل إلى النفس من عدم بلوغها أملها وقد قسمه ابن حزم إلى النسيان والملل والاستبدال.

- باب الموت وذكر فيه الموت بسبب الحب وذكر قصص من ماتوا من أجل مفارقتهم من يحبون.

- باب قبح المعصية وفيه ذكر العفة وترك المعاصي والابتعاد عن موافقة الشيطان والابتعاد عن الفتن والفجور وغض البصر والنهي عن المعصية وذكر الزنا في القرآن والأحاديث النبوية الشريفة.

- باب التعفف وقد ذكر فيه البعد عن المعصية والفاحشة والخوف من الله وقد ذكر أبيات شعرية تحث على التعفف.[5]

## راجع أيضا
- نواضر الأيك في معرفة النيك

## المصدر
- طوق الحمامة في الألفة والألاف/ تأليف أبي محمد بن سعيد بن حزم؛ تحقيق حسن كامل الصيرفي القاهرة: المكتبة التجارية الكبرى.[بحاجة لدقة أكثر]

## وصلات خارجية
- طوق الحمامة على موقع مؤسسة هنداوي للتعليم والثقافة